# SKE48 エビショー!
『SKE48 エビショー!』（エスケーイーフォーティーエイト エビショー）は、日本テレビで2014年7月14日から9月30日まで火曜日1:29 - 1:59（月曜日深夜）に放送されていたバラエティ番組。

## 概要
「私立エビフライ女子商」（通称：エビショー）を舞台に、豊富な社会経験を持つ教頭の大久保先生の指導で、メンバーが様々な仕事の実践授業に挑む。
毎回授業の最後には大久保先生が最優秀メンバーを選ぶ。選ばれたメンバーは大久保先生とマンツーマンで特別授業を受けることができる。
同局で同時期に放送されている『NMB48 げいにん!!!3』の「私立なんば女学院」とは姉妹校提携を結んでいる設定で、同番組とのコラボ企画や交換留学も実施された。
番組内容は放送終了後、Huluおよび日テレオンデマンドでインターネット配信（有料）で視聴できた。
7月29日放送分から9月30日まで「SKE48 松村香織&谷真理佳 日本列島ヒッチハイクの旅」が実施され、未公開部分を含む完全版がHuluより限定配信された。
9月30日放送分のエンディングにおいて「10月からもSKE48の番組が続く!」との告知があり、2014年10月12日より後継番組の『SKE48 エビカルチョ!』が放送されている。

## 出演者
- MC（教頭先生）
  - 大久保佳代子（オアシズ）
- SKE48
  - チームS：東李苑、大矢真那、北川綾巴、佐藤実絵子、竹内舞、田中菜津美、中西優香、二村春香、松井珠理奈、宮澤佐江、矢方美紀、山内鈴蘭、渡辺美優紀[注 1]
  - チームKII：石田安奈、江籠裕奈、大場美奈、木下有希子、惣田紗莉渚、高柳明音、古川愛李、古畑奈和、山田菜々[注 1]、山田みずほ
  - チームE：磯原杏華、市野成美、岩永亞美、梅本まどか、木本花音、熊崎晴香、小石公美子、小林亜実[注 2]、斉藤真木子、佐藤すみれ、柴田阿弥、須田亜香里、谷真理佳、松井玲奈
  - 研究生：松村香織

## 放送日程
| 回 | 放送日         | 職業         | 授業内容                                                             | 最優秀生徒        | 備考 |
| -- | -------------- | ------------ | -------------------------------------------------------------------- | ----------------- | --- |
| 1  | 2014年 7月15日 | 海女さん     | 水の中身は何だろな? 熱々 浜焼き食い競争!                             | 田中菜津美        | - |
| 2  | 7月22日        | ガテン系     | 土のう猫車リレー 砂掘り早押しクイズ トラック引きタイムアタック       | 大場美奈          | 副担任：蛯原哲（日本テレビアナウンサー）                                                                                                  |
| 3  | 7月29日        | 体育教師     | 超近距離シュート 超簡単 走り高跳び 大縄跳び                          | 谷真理佳 松村香織 | ゲスト：土屋敏男（日本テレビプロデューサー） 宗谷岬からSKE48劇場までヒッチハイクの旅                                                      |
| 4  | 8月5日         | 映画監督     | エビショーかわいい映画祭                                             | 中西優香          | 日本列島ヒッチハイクの旅 |
| 5  | 8月12日        | キャバクラ嬢 | 営業メールでハートを掴め! 接客トークでハートを掴め!                  | 松井玲奈          | ゲスト：愛沢えみり（フォーティー ファイブ） 日本列島ヒッチハイクの旅                                                                      |
| 6  | 8月19日        | 国会議員     | SKE48新ルールを徹底討論                                              | 斉藤真木子        | 日本列島ヒッチハイクの旅 |
| 7  | 8月26日        | 実演販売員   | エビショー課外授業「実演販売」                                       | 大場美奈 木本花音 | ロケ地:HOME'S 葛西店 日本列島ヒッチハイクの旅                                                                                             |
| 8  | 9月2日         | プロボウラー | 1対1のタイマン勝負! 土下座顔面スタンプ                               | -                 | ロケ地:田町ハイレーン 日本列島ヒッチハイクの旅                                                                                            |
| 9  | 9月9日         | サッカー選手 | 特別企画 SKE48 vs NMB48 バブルサッカー                               | -                 | ゲスト：ピース（綾部祐二、又吉直樹）、NMB48 解説：田中毅（日本テレビアナウンサー） ロケ地:デジタルハリウッド大学 日本列島ヒッチハイクの旅 |
| 10 | 9月16日        | アイドル     | ニコニコ耐久ストレッチャー 風船爆発ニコニコ握手会 エンドレスオキドキ | -                 | 判定員：NAO先生 日本列島ヒッチハイクの旅                                                                                                  |
| 11 | 9月23日        | 花嫁         | SKE48vs大久保 花嫁対決 第一回戦 料理対決!                            | -                 | 審査員：茂出木浩司 日本列島ヒッチハイクの旅                                                                                               |
| 12 | 9月30日        | 花嫁         | SKE48vs大久保 花嫁対決 大久保先生を超えろ! イメージアンケート!!      | -                 | 街頭インタビュー： 藤井恒久（日本テレビアナウンサー） 日本列島ヒッチハイクの旅                                                            |

## スタッフ
- 企画プロデュース：秋元康
- ナレーション：黒田崇矢、友永朱音
- 構成：三田卓人、大井洋一、渡辺陽介
- TM：木村博靖
- SW：村上和正
- カメラ：津野祐一、山田大輔（NiTRo）、芳川和也（スウィッシュ・ジャパン）
- 音声：宮内貞、飯島秀和（NiTRo）、椎根結花（スウィッシュ・ジャパン）
- VE：佐藤大心、牛山敏彦
- LD：内藤晋、宮田千尋
- PA：藤原靖久、斉藤大地
- 美術プロデューサー：栗原和也、大川明子
- デザイン：柿崎愛子
- 大道具：石川悟、松浦修、新山翼
- 小道具：伊沢英樹
- メイク：G-FORCE、鬼頭恵美
- スタイリスト：アップワード、オサレカンパニー、スエタカヨーコ
- 協力：N&A
- 編集：山野井太郎（イカロス）、杉本啓二（イカロス）
- MA：梶山恭一（イカロス）
- CG：森山ヒロカズ（森三平）
- 音効：高取謙
- TK：山沢啓子
- 企画協力：窪田康志（AKS）、佐野裕一（田辺音楽出版）
- 「エビショー!」製作委員会：宮木宣嗣、篠田大暢、土岐洋久、山本剛士、佐野絵梨
- AP：花塚増央
- デスク：富重裕子
- AD：大山藍、光若令真、池田雅美、山口保奈美
- ディレクター：寺野慎一郎、師岡靖成、吉田晃浩、中尾光佐、平澤賢宗
- 演出：藤井良記
- プロデューサー：毛利忍、齋藤匠、輿石将大
- チーフプロデューサー：藤井淳
- 制作協力：acro
- 企画制作：日本テレビ
- 製作著作：「エビショー!」製作委員会、D.N.ドリームパートナーズ、Vap

## ネット局
| 放送対象地域 | 放送局     | 系列           | 放送日時                         | 放送期間                | 備考      |
| ------------ | ---------- | -------------- | -------------------------------- | ----------------------- | --------- |
| 関東広域圏   | 日本テレビ | 日本テレビ系列 | 火曜日 1:29 - 1:59（月曜日深夜） | 2014年7月15日 - 9月30日 | 制作局    |
| 京都府       | KBS京都    | 独立局         | 木曜日 23:00 - 23:30             | 2015年4月2日 - 6月18日  | 9か月遅れ |

## Blu-ray・DVD
VAPからBlu-rayとDVDが発売された。
- SKE48 エビショー! Blu-ray BOX（2015年3月13日発売[注 6] VPXF-72949）
  - 仕様：Blu-ray5枚組（本編DISC3枚＋特典DISC2枚）
  - 封入特典：フォトブックレット 32P、ポストカード ランダム封入（Blu-ray・DVD共通）
  - Blu-rayのみ収録（特典DISC.2 - スペシャルコンテンツ）

- SKE48 エビショー! DVD-BOX 初回限定生産（2015年3月13日発売[注 6] VPBF-29914）
  - 仕様：DVD4枚組（本編DISC3枚＋特典DISC1枚）
  - 封入特典：フォトブックレット 32P、ポストカード ランダム封入（Blu-ray・DVD共通）

レンタルはバラでされ特典映像は未収録である。DVDのみである。